# Economia d'Estònia

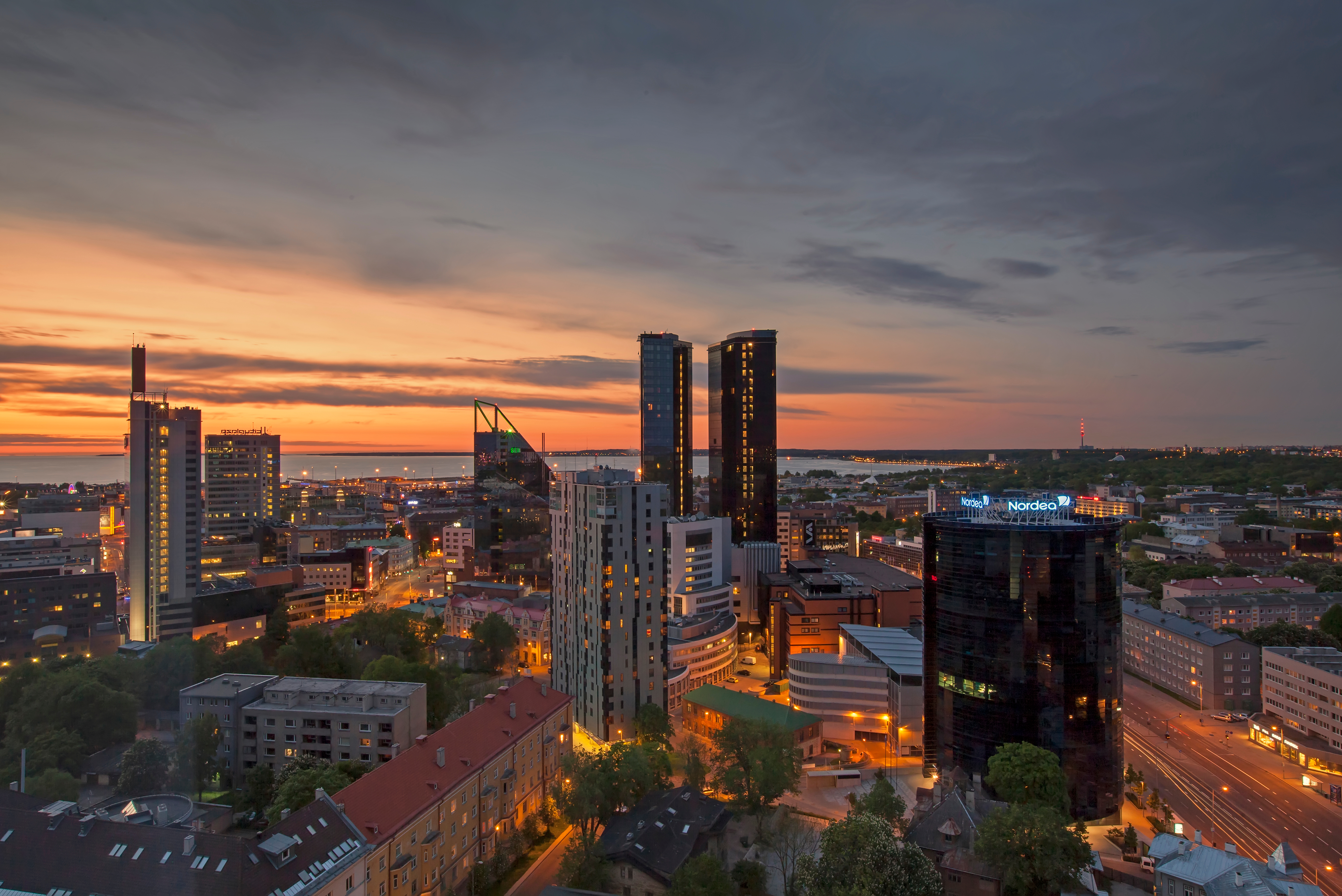
Imatge de Tallinn, capital de l'estat.

Estònia, un país que va ingressar en la Unió Europea el 2004, té una economia de mercat moderna i un dels més elevats nivells de renda per capita de la regió del Mar Bàltic. L'actual govern ha seguit polítiques pressupostàries consistents que han garantit pressupostos equilibrats i deute públic reduït. L'economia es beneficia de la força dels sectors d'electrònica i telecomunicacions i dels forts llaços comercials amb Finlàndia, Suècia, Rússia i Alemanya. Més del 67% del PIB estonià deriva del sector de serveis, 28% de la indústria i prop del 5% del sector primari, incloent l'agricultura.
La prioritat del govern és mantenir les altes taxes de creixement anuals, que es van mantenir en mitjana en els 8% entre 2003 i 2007. El país va travessar una recessió el 2008 en part com a resultat de la retracció en l'economia mundial a causa de la crisi al mercat immobiliari nord-americà. El PIB va contreure 14,3% el 2009, però actualment el país té una de les més altes taxes de creixement de l'Europa, en gran manera gràcies a l'augment de les exportacions i de la inversió estrangera, sobretot després de substituir la corona estoniana, vigent des del 1992, per l'euro l'1 de gener del 2011.